# الحدود الألمانية الداخلية
```
الحدود الألمانية الداخلية
 (
(
بالألمانية
: 
Innerdeutsche Grenze
)‏
 
تُلفظ بالألمانية:
 
[ˈɪnɐdɔʏtʃə ˈgʁɛntsə]
 أو 
Deutsch-deutsche Grenze
 
تُلفظ بالألمانية:
 
[ˈdɔʏtʃˌdɔʏtʃə ˈgʁɛntsə]
 هي الحدود التي كانت تفصل بين 
جمهورية ألمانيا الديموقراطية
 (
ألمانيا الشرقية
) 
وجمهورية ألمانيا الاتحادية
 (
ألمانيا الغربية
) بين عامي 
1949
 
و1990
.
[
1
]
[
2
]
[
3
]
 لم تكن تلك الحدود تشمل 
جدار برلين
 الذي كان منفصلا عنها جغرافيا رغم التشابه بينهما، وامتدت الحدود من 
بحر البلطيق
 إلى 
تشيكوسلوفاكيا
 ولمسافة 1393 
كيلومتر
 (866 ميل).
```

تأسست رسميا في 1 يوليو 1945 كحدود بين مناطق الاحتلال الغربي والسوفييتي لألمانيا النازية السابقة. على الجانب الشرقي، أصبحت واحدة من أكثر الحدود تحصينا في العالم، والتي تم تحديدها بواسطة خط مستمر من الأسوار والجدران المعدنية العالية والأسلاك الشائكة وأجهزة الإنذار والخنادق المضادة للمركبات وأبراج المراقبة والفخاخ الأوتوماتيكية وحقول الألغام. قام أكثر من 50,000 من حراس ألمانيا الشرقية المسلحين بدوريات واجهوا فيها عشرات الآلاف من حراس ألمانيا الغربية وبريطانيا والولايات المتحدة. في المناطق النائية وراء الحدود كانت أكثر من مليون من قوات منظمة حلف شمال الأطلسي (الناتو) وحلف وارسو.
كانت الحدود تجسيدًا فعليًا للستار الحديدي للسير وينستون تشرشل الذي فصل الكتل السوفيتية عن الغربية خلال الحرب الباردة. لقد حددت الحدود بين نظامين اقتصاديين - الرأسمالية والاشتراكية. بنيت من قبل ألمانيا الشرقية على مراحل من 1952 إلى أواخر الثمانينات،  تم بناء التحصينات لمنع الهجرة الواسعة النطاق لمواطني ألمانيا الشرقية إلى الغرب، قيل إن حوالي 1000 منهم قد ماتوا أثناء محاولتهم عبورها خلال 45 عاما من وجودها. تسبب في اضطراب اقتصادي واجتماعي واسع النطاق من كلا الجانبين؛ تعرض الألمان الشرقيون الذين يعيشون في المنطقة لقيود شديدة القسوة.
كان جدار برلين المشهور حاجزًا حدوديًا منفصلاً وأقل تفصيلًا وأقصر بكثير يحيط بمدينة برلين الغربية، على بعد أكثر من 155 كيلومتر (96 ميل) إلى الشرق من الحدود الألمانية الداخلية. تم تقسيم برلين، التي كانت بالكامل داخل المنطقة السوفيتية، على نحو مشابه من قبل القوى الأربع بعد الحرب العالمية الثانية، مما أدى إلى إنشاء محمية تحيط بها ألمانيا الشرقية كانت مرتبطة بشكل وثيق بألمانيا الغربية (ولكنها ليست جزءًا رسميًا منها).
في 9 نوفمبر 1989، أعلنت حكومة ألمانيا الشرقية افتتاح جدار برلين والحدود الألمانية الداخلية. خلال الأيام التالية، تدفق ملايين الألمان الشرقيين على الغرب للزيارة. انتقل مئات الآلاف إلى الغرب بشكل دائم في الأشهر التالية مع فتح المزيد من المعابر، وإعادة الروابط بين المجتمعات المقسمة منذ فترة طويلة حيث أصبحت مراقبة الحدود أكثر من مجرد إجراء شكلي سريع. لم يتم التخلي عن الحدود الألمانية الداخلية بالكامل حتى 1 يوليو 1990،  45 بالضبط سنوات إلى يوم منذ تأسيسها، وقبل ثلاثة أشهر فقط من إعادة توحيد ألمانيا انتهت رسمياً تقسيم ألمانيا.
بقايا قليلة من تحصينات الحدود الألمانية الداخلية. تم الإعلان عن طريقها كجزء من الحزام الأخضر الأوروبي الذي يربط بين الحدائق الوطنية والمحميات الطبيعية على طول الستار الحديدي القديم من الدائرة القطبية الشمالية إلى البحر الأسود. تحتفل العديد من المتاحف والنصب التذكارية على طول الحدود القديمة بتقسيم ألمانيا وإعادة توحيدها، وفي بعض الأماكن، تحافظ على عناصر من التحصينات.

## تطور

### أصول

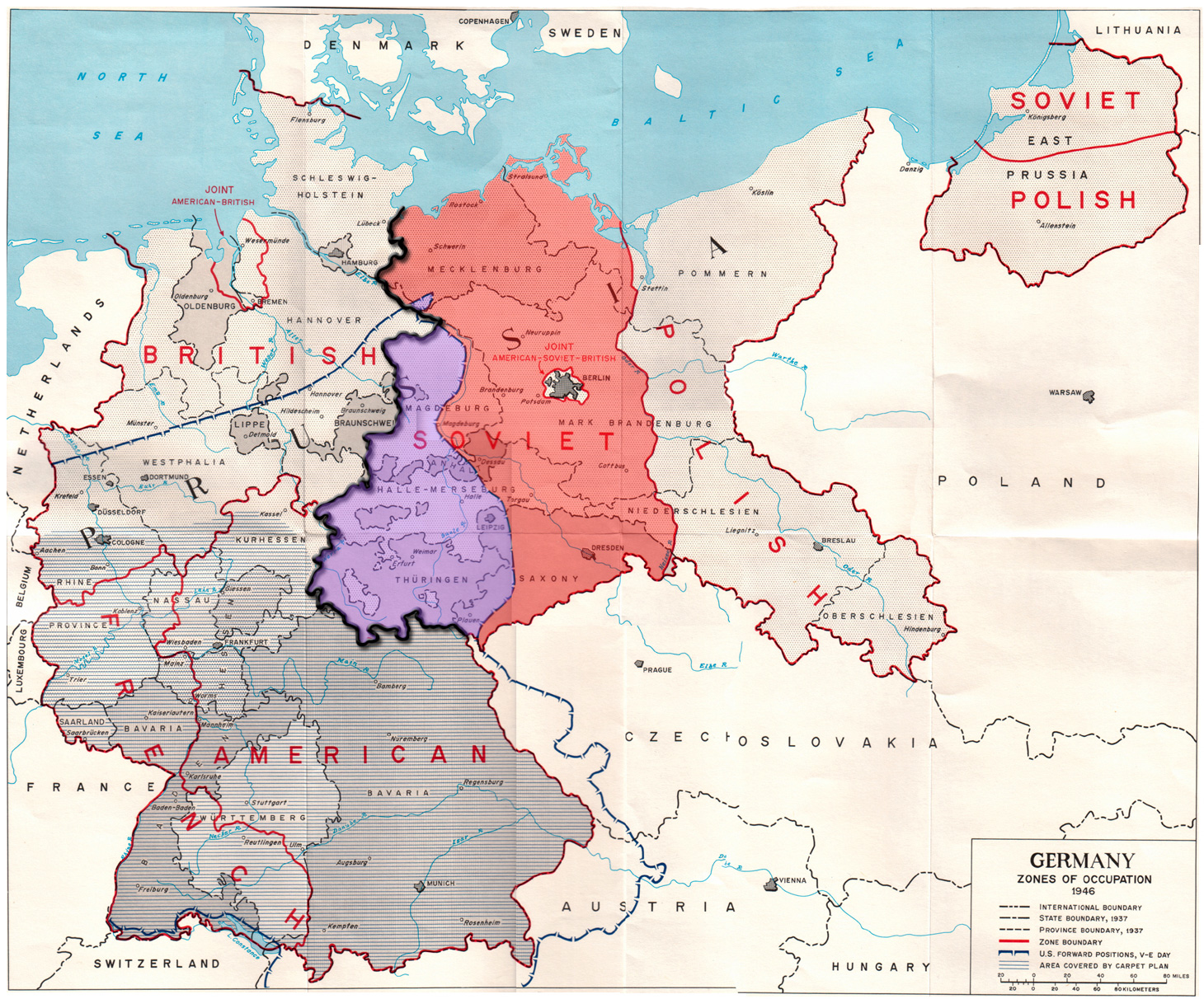
مناطق الحلفاء للاحتلال في ألمانيا، مع تسليط الضوء على الحدود الألمانية الداخلية (الخط الأسود الثقيل)، والمنطقة التي كانت في الأصل تحت الاحتلال السوفيتي (الأحمر) والمنطقة التي انسحبت منها القوات الأمريكية / البريطانية في يوليو 1945 (أرجواني). حدود المقاطعات باللون الرمادي هي حدود ألمانيا حتى عام 1933 قبل حكم الحزب النازي، وتختلف عن الولايات الفيدرالية الحديثة التي تم تأسيسها لاحقًا.

نشأت الحدود الألمانية الداخلية من خطط حلفاء الحرب العالمية الثانية لتقسيم ألمانيا المهزومة إلى مناطق احتلال. تم رسم حدودهم على طول الحدود الإقليمية للولايات الألمانية في القرن التاسع عشر والمقاطعات التي اختفت إلى حد كبير مع توحيد ألمانيا في عام 1871. تم الاتفاق على ثلاث مناطق، تغطي كل منها حوالي ثلث ألمانيا: منطقة بريطانية في الشمال الغربي، ومنطقة أمريكية في الجنوب ومنطقة سوفيتية في الشرق. أعطيت فرنسا في وقت لاحق منطقة في جنوب غرب ألمانيا، المجاورة لفرنسا، منحوتة من المناطق البريطانية والأمريكية.
تم تطبيق تقسيم ألمانيا في 1 يوليو 1945. بسبب التقدم السريع غير المتوقع في وسط ألمانيا في الأسابيع الأخيرة من الحرب، احتلت القوات البريطانية والأمريكية مساحات واسعة تم تخصيصها لمنطقة الاحتلال السوفيتي. دفعت إعادة انتشار القوات الغربية العديد من الألمان إلى الفرار إلى الغرب هربًا من الاستيلاء السوفياتي على بقية المنطقة السوفيتية.
عمل حلفاء الحرب في البداية معًا تحت رعاية مجلس مراقبة الحلفاء (ACC) لألمانيا. في نهاية المطاف، انهار التعاون بين الحلفاء الغربيين والسوفييت بسبب الخلافات حول مستقبل ألمانيا السياسي والاقتصادي. في مايو 1949، تم دمج مناطق الاحتلال الغربية الثلاث لتشكيل جمهورية ألمانيا الاتحادية (FRG) مع حكومة منتخبة بحرية. في أكتوبر، أعلنت المنطقة السوفيتية الجمهورية الديمقراطية الألمانية، تحت الحكم الشيوعي.
منذ البداية، رفضت ألمانيا الغربية والحلفاء شرعية ألمانيا الشرقية. اعتبر إنشاء ألمانيا الشرقية أمراً واقعاً شيوعياً/سوفياتياً، دون حكومة منتخبة بحرية أو عادلة. تعتبر جمهورية ألمانيا الاتحادية الجنسية الألمانية وحقوقها تنطبق على قدم المساواة على مواطني ألمانيا الغربية والشرقية. منحت ألمانيا الشرقية تلقائيًا حقوق ألمانيا الغربية بما في ذلك الإقامة والحق في العمل وحرية الحركة الاقتصادية الأوروبية (لاحقًا)؛ اعتبرت قوانين ألمانيا الغربية قابلة للتطبيق في الشرق. وهكذا كان لدى الألمان الشرقيين حافز قوي للانتقال إلى الغرب، حيث يتمتعون بمزيد من الحرية والتوقعات الاقتصادية. سعت الحكومة الألمانية الشرقية لتحديد البلد باعتباره مشروع دولة في حد ذاته  وصورت ألمانيا الغربية أراضي العدو (feindliches Ausland) - دولة رأسمالية شبه فاشية استغلت مواطنيها، وسعت لاستعادة الأراضي المفقودة في الرايخ الثالث، وعارضت الاشتراكية السلمية لجمهورية ألمانيا الديمقراطية.

### 1945-1952: «الحدود الخضراء»
في الأيام الأولى للاحتلال، سيطر الحلفاء على حركة المرور بين المناطق لإدارة تدفق اللاجئين ومنع هروب المسؤولين النازيين والنازيين السابقين. تم رفع هذه الضوابط تدريجياً في المناطق الغربية، لكن تم تشديدها بين المناطق الغربية والسوفيتية في عام 1946 لوقف تدفق اللاجئين الاقتصاديين والسياسيين من المنطقة السوفيتية. بين أكتوبر 1945 ويونيو 1946، 1.6 مليون ألماني غادروا المنطقة السوفيتية إلى الغرب.
أصبحت الحدود بين الغرب والشرق أكثر توتراً باطراد حيث تدهورت العلاقة بين الحلفاء الغربيين والسوفييت. من سبتمبر 1947، تم فرض نظام صارم بشكل متزايد على حدود المنطقة السوفيتية الشرقية. تم زيادة عدد الجنود السوفيت على الحدود واستكمل مع حرس الحدود من فولكسبوليزي الألمانية الشرقية المنشأة حديثا («شرطة الشعب»). تم إغلاق العديد من نقاط العبور غير الرسمية مع الخنادق والمتاريس. كما عزز الألمان الغربيون الأمن من خلال إنشاء قوة حماية الحدود الفيدرالية في عام 1952 والتي تضم 20000 رجل   - حرس الحدود الفيدرالي الألماني، أو BGS؛ ومع ذلك، احتفظت قوات الحلفاء (البريطانيون في الشمال، الأمريكيون في الجنوب) بالمسؤولية عن الأمن العسكري للحدود.
ومع ذلك، كان الخط الحدودي لا يزال سهلاً إلى حد ما. تمكن السكان المحليون من الحفاظ على الحقول على الجانب الآخر، أو حتى العيش على جانب واحد والعمل على الجانب الآخر. تمكن اللاجئون من التسلل عبر الحرس أو تقديم رشوة، وكان تهريب البضائع في كلا الاتجاهين متفشياً. ظل تدفق المهاجرين كبيرًا على الرغم من الزيادة في الإجراءات الأمنية في ألمانيا الشرقية: 675,000   هرب الناس إلى ألمانيا الغربية بين عامي 1949 و 1952.

### 1952-1967: «النظام الخاص»
الانفتاح النسبي للحدود انتهى فجأة في 26 في مايو 1952، عندما نفذت ألمانيا الشرقية «نظامًا خاصًا على خط ترسيم الحدود»، تم تبرير ذلك كإجراء لمنع «الجواسيس ومحبيي الإرهاب والإرهابيين والمهربين». اتخذت خطوة ألمانيا الشرقية للحد من الهجرة المستمرة لمواطنيها، والتي هددت جدوى اقتصاد ألمانيا الشرقية.
شريط محروث 10 م (32.8 قدم) تم إنشاؤه على طول طول الحدود الألمانية الداخلية. «الشريط الواقي» المجاور (Schutzstreifen) 500 م (1,640 قدم) وضعت واسعة تحت سيطرة مشددة. «المنطقة المحظورة» (سبيرزون) 5 كـم (3.1 ميل) أخرى تم إنشاء نطاق واسع حيث يمكن فقط للأشخاص الذين يحملون تصريحًا خاصًا العيش أو العمل. تم قطع الأشجار والفرشاة على طول الحدود لمسح خطوط البصر للحراس ولإزالة الغطاء عن العارضين المحتملين. تم هدم المنازل المتاخمة للحدود، وتم إغلاق الجسور، ووضع سياج من الأسلاك الشائكة في العديد من الأماكن. لم يُسمح للمزارعين بالعمل في حقولهم على طول الحدود إلا في ساعات النهار وتحت حراسة الحراس المسلحين الذين أُذن لهم باستخدام الأسلحة إذا لم يتم الامتثال لأوامرهم.
كما تم تشديد الحدود بين برلين الشرقية والغربية بشكل كبير، وإن لم تكن مغلقة بالكامل؛ كان الألمان الشرقيون ما زالوا قادرين على العبور إلى برلين الغربية، التي أصبحت بعد ذلك الطريق الرئيسي الذي هاجر به الألمان الشرقيون إلى الغرب. بين 1949   ومبنى حائط برلين في عام 1961، يقدر بنحو 3.5 مليون ألماني شرقي - سدس مجموع السكان - هاجرو إلى الغرب، ومعظمهم عبر برلين. ربطت السكك الحديدية بين برلين الشرقية وأجزاء مهمة أخرى من ألمانيا الشرقية عبر برلين الغربية، لذلك كانت وسيلة سهلة للذهاب إلى برلين الغربية ترك مثل هذا القطار. لا يمكن بسهولة تغيير تكوين السكك الحديدية هذا، ولكن 125 كـم (78 ميل) جديد بنيت السكك الحديدية الطويلة حول برلين الغربية. بعد الانتهاء من الحلقة الخارجية لبرلين في عام 1961، أصبح إغلاق حدود ألمانيا الشرقية مع برلين الغربية أكثر جدوى، وأصبح في النهاية حقيقة واقعة في أغسطس من ذلك العام.

### 1967-1989: «الحدود الحديثة»

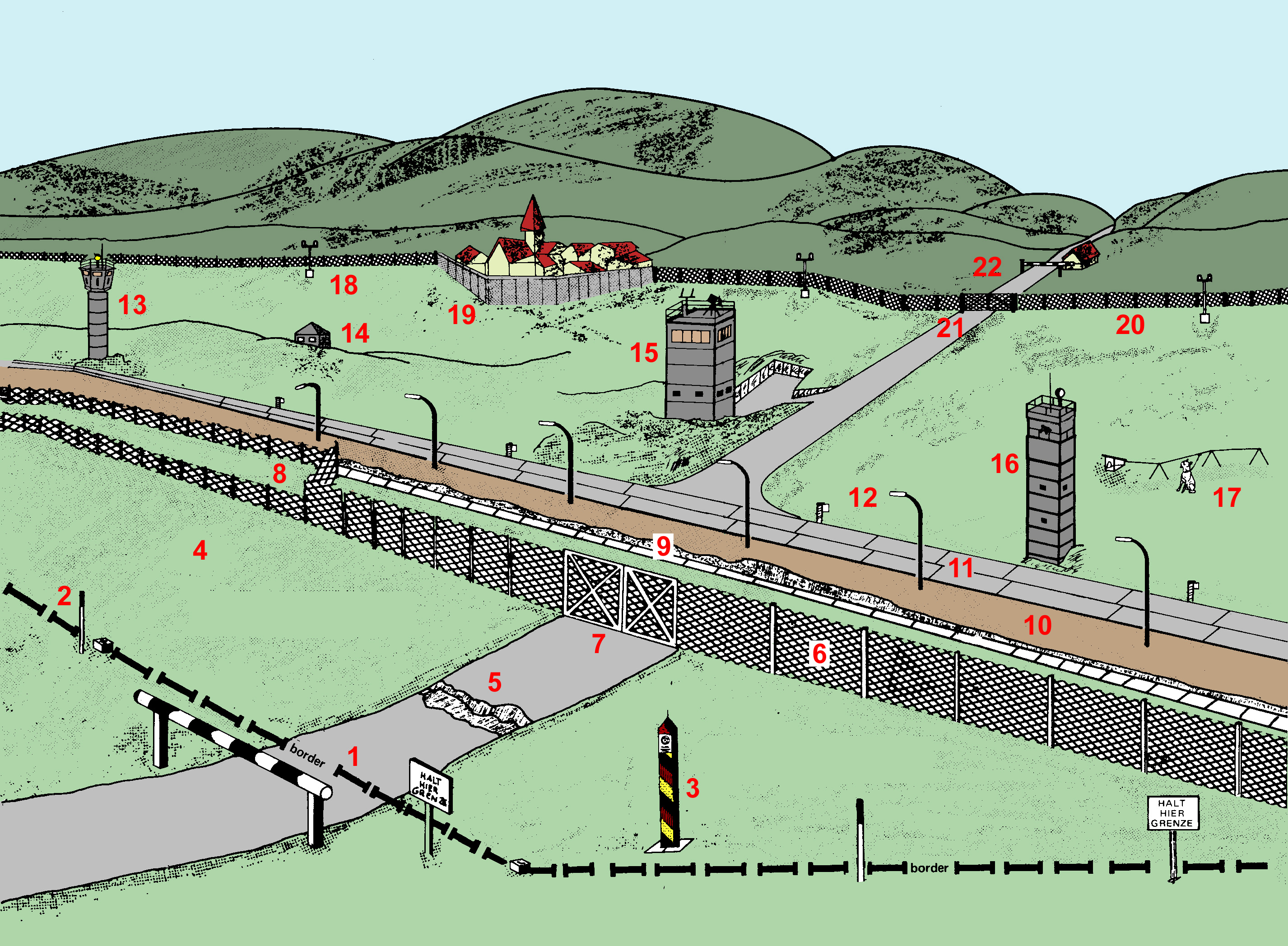
مخطط توضيحي لنظام الحدود الألمانية للجيل الثالث ج. 1984

قررت ألمانيا الشرقية رفع الحصون في أواخر الستينيات لتأسيس «حدود حديثة» سيكون من الصعب عبورها. استعيض عن الأسوار الشائكة بحواجز معدنية موسعة يصعب تسلقها والقفز عنها؛ منعت الألغام المضادة للأفراد والخنادق المضادة للمركبات حركة الأشخاص والمركبات؛ ساعدت الأسلاك والإشارات الكهربائية الحراس على اكتشاف الهاربين؛ تمكنت طرق الدوريات في جميع الأحوال الجوية من الوصول السريع إلى أي نقطة على طول الحدود؛ وتم استبدال أبراج الحراسة الخشبية بأبراج خرسانية جاهزة ومخابئ مراقبة.
بدأ بناء نظام الحدود الجديد في سبتمبر 1967. ما يقرب من 1,300 كيلومتر (808 ميل) بنيت من سياج جديد، وعادة ما يعود بعيدا عن الخط الجغرافي من الأسوار الشائكة القديمة الأسلاك. استمر برنامج الترقية جيدًا في الثمانينيات. قلل النظام الجديد على الفور عدد حالات الهروب الناجحة من حوالي 1000   الناس في السنة في منتصف الستينات إلى حوالي 120 فقط في السنة بعد عقد من الزمن.
انتهج المستشار الألماني الغربية فيلي برانت سياسة شرقية جديدة في نهاية من الستينات خفضت التوترات بين الدولتين الألمانيتين. أدى ذلك إلى سلسلة من المعاهدات والاتفاقيات في أوائل سبعينيات القرن الماضي، وأهمها معاهدة اعترفت فيها ألمانيا الشرقية والغربية بسيادة بعضها البعض ودعمت طلبات بعضها البعض للحصول على عضوية الأمم المتحدة، على الرغم من احتفاظ الألمان الشرقيين المغادرين للغرب بحق المطالبة جواز سفر ألمانيا الغربية. ظلت إعادة التوحيد هدفًا نظريًا لألمانيا الغربية، لكن من الناحية العملية وضع الغرب هذا الهدف جانباً وتركه الشرق تمامًا. تم إنشاء نقاط عبور جديدة، وتم تخفيف لوائح عبور ألمانيا الشرقية قليلاً، على الرغم من أن التحصينات تمت صيانتها كما كانت دائمًا.
في عام 1988، نظرت قيادة ألمانيا الشرقية في مقترحات لاستبدال التحصينات باهظة الثمن وتدخلية مع نظام التكنولوجيا الفائقة تحت اسم Grenze 2000. بالاعتماد على التكنولوجيا التي استخدمها الجيش السوفيتي خلال الحرب السوفيتية-الأفغانية، كان من الممكن أن يحل محل الأسوار بأجهزة استشعار وكاشفات. ومع ذلك، فإن الخطة لم تنفذ قط.

## السياحة
كان جدار برلين جزءًا محددًا من الحدود الداخلية التي أصبحت تجسيدًا فعليًا للستارة الحديدية التي كانت قائمة بين ألمانيا الشرقية وألمانيا الغربية في العقود التي تلت انتهاء الحرب العالمية الثانية. امتدت حائط برلين حوالي 28 ميل (45)   كم) عبر مدينة برلين و75 ميلاً أخرى (120   كم) حول حواف برلين الغربية، على ارتفاع يصل إلى 15 قدمًا (5 أمتار). إن المكانة الهائلة لجدار برلين بالإضافة إلى كونه رمزًا عالميًا أيقونيًا للحرب الباردة وفضائلها، دفعها إلى أن تصبح موقعًا مشهورًا للسياحة طوال وجودها، وحتى بعد تفكيكها. وصلت السياحة في حائط برلين إلى ذروتها في عام 1961، على الرغم من أنه لا يمكن إعطاء عدد محدد لعدد زوار حائط برلين، حيث لم تكن هناك سجلات رسمية للسياحة إلى الموقع في ذلك الوقت. ومع ذلك، يتم تقديم التقديرات من خلال إحصاء السياح من قبل حرس الحدود الغربي والشرقي. تشير الأرقام التي تم الحصول عليها من حرس الحدود إلى أن سياحة حائط برلين كانت نزهة شائعة للشعب الألماني والأجانب على حد سواء، وقد أفيد أن جدار برلين استقبل ما يقرب من 1.65 مليون سائح في عام 1969 وحده، بحوالي 23000 من هؤلاء الزوار الأجانب.

## وجهات نظر الحدود
عززت الحكومتان الألمانية وجهات نظر مختلفة للغاية من الحدود. لقد اعتبرها ألمانيا الشرقية الحدود الدولية لدولة ذات سيادة   - متراس دفاعي ضد العدوان الغربي. في غرينزر («حرس الحدود»)، فيلم دعاية للجيش الألماني الشرقي عام 1981، تم تصوير جنود ودبابات الناتو وألمانيا الغربية على أنهم عسكريون لا يرحمون يتقدمون باتجاه ألمانيا الشرقية. وصفت قوات الحدود التي تمت مقابلتها في الفيلم ما اعتبروه شرعية قضيتهم وتهديد العملاء الغربيين والجواسيس والمستفزين. تم الترحيب بزملائهم الذين قُتلوا على الحدود حيث تم تصوير الأبطال وتلاميذ المدارس في برلين الشرقية وهم يحيون نصبهم التذكاري.
ومع ذلك، أشارت منشورات الدعاية الألمانية الغربية إلى الحدود بأنها مجرد «خط ترسيم منطقة الاحتلال السوفيتي»، وأكدت قسوة وظلم تقسيم ألمانيا. أعلنت لافتات على طول الجانب الغربي من الحدود («Hier ist Deutschland nicht zu Ende ألمانيا لا تنتهي هنا: أرض الوطن هناك أيضًا!» )

## تحصينات الحدود الألمانية الداخلية

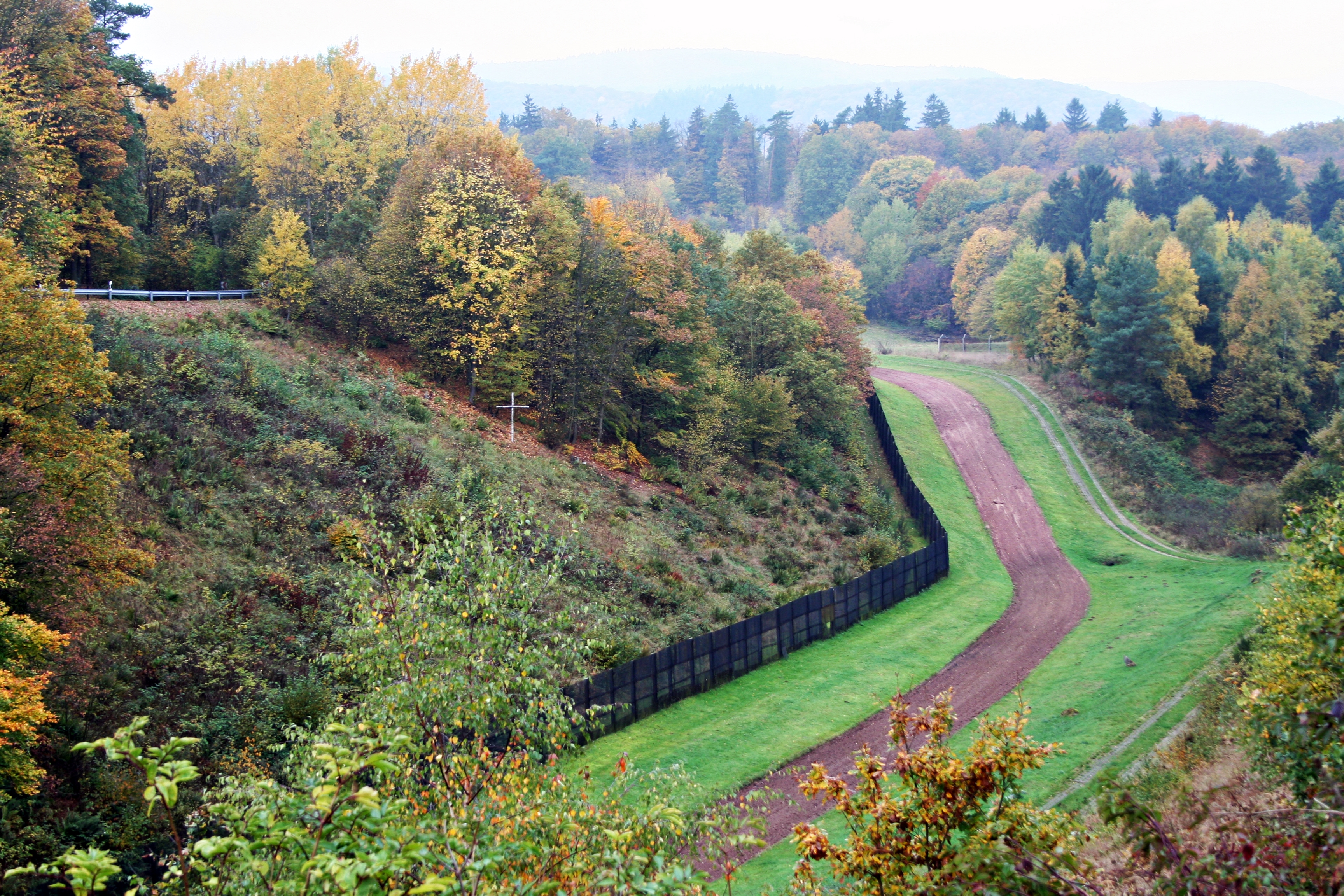
جزء محفوظ من الحدود بين تورينجيا وهيس : السياج الحدودي مع شريط تحكم ملغوم خلفه وطريق حراسة دوري. تقع الحدود الفعلية فوق المنحدر المشجر.
في الجزء الخلفي من المنطقة المفتوحة على المنحدر، هناك علامة تعلم المكان الذي تم فيه إطلاق النار على العامل هاينز جوزيف جروس، البالغ من العمر 34 عامًا، في 29 مارس 1982 أثناء محاولته ريبوبليكفلوتشت («رحلة من الجمهورية»).

هيمن على الجانب الشرقي الألماني من الحدود الألمانية الداخلية نظام معقد من التحصينات والمناطق الأمنية، على طول أكثر من 1,300 كيلومتر (810 ميل) وعمق عدة كيلومترات. تأسست التحصينات في عام 1952 ووصلت إلى ذروة التعقيد والفتك في بداية الثمانينات. أشار حرس الحدود إلى جانب المنطقة الحدودية التي تواجه ألمانيا الشرقية باعتبارها الجانب الحر (حرفيًا «صديق»).

### المنطقة المحظورة
أي شخص يحاول عبور الحدود الألمانية الداخلية بشكل غير قانوني في حوالي عام 1980، مسافرًا من الشرق إلى الغرب، سيصل أولاً إلى «المنطقة المحظورة» (سبيرزون). كان هذا 5 كيلومتر (3.1 ميل) مساحة واسعة تعمل بالتوازي مع الحدود التي تم تقييد الوصول إليها بشدة. يمكن لسكانها الدخول والخروج فقط باستخدام تصاريح خاصة، ولم يُسمح لهم بدخول قرى أخرى داخل المنطقة، وتعرضوا لحظر التجول في الليل. لم تكن مسورة، لكن طرق الوصول كانت مسدودة بواسطة نقاط التفتيش.
على الجانب البعيد من Sperrzone كان سياج الإشارة (Signalzaun)، وهو سياج معدني ممتد مستمر 1,185 كيلومتر (736 ميل) طويلة و2 متر (6.6   قدم) عالية. واصطف السياج مع خيوط الجهد المنخفض من الأسلاك الشائكة. عند لمس السلك أو قطعه، تم تنشيط إنذار لتنبيه الحراس القريبين.

### شريط الحماية
على الجانب الآخر من السياج، وضع «الشريط الواقي» شديد الحراسة (Schutzstreifen)، بعمق من 500 إلى 1,000 متر (1,600 إلى 3,300 قدم)، ومجاورة للحدود نفسها. تمت مراقبته من قبل الحراس المتمركزين في أبراج المراقبة المصنوعة من الصلب والخشب التي شيدت على فترات منتظمة على طول الحدود بأكملها. تم إنشاء حوالي 700 برج مراقبة من هذا النوع بحلول عام 1989؛  تم تجهيز كل واحدة من أكبرها بمصباح كشاف قوي بقوة 1000 واط (Suchscheinwerfer) ومنافذ إطلاق النار لتمكين الحراس من فتح النار دون الحاجة إلى الخروج من الابراج. تم وضع مداخلهم دائمًا في مواجهة الجانب الألماني الشرقي، بحيث لم يتمكن المراقبون في الغرب من رؤية الحراس يدخلون أو يخرجون. كما وقف حوالي 1000 من مستودعات المراقبة المكونة من رجلين على طول الحدود.

### السور الخارجي والجدران وحقول الألغام
تم بناء الأسوار الخارجية على عدة مراحل، بدءًا من التحصين الأولي للحدود اعتبارًا من مايو 1952. كان السور من الجيل الأول عبارة عن سياج من الأسلاك الشائكة أحادي البنية (Stacheldrahtzaun) والذي يتراوح علوه بين 1.2 و 2.5 متر (3.9 و 8.2 قدم) وبنيت قريبة جدا من خط الحدود الفعلي. تم استبدال هذا في أواخر الخمسينيات من القرن الماضي بصفوف متوازية من الأسوار الشائكة، وأحيانًا يتم وضعت الأسلاك المطوية بين الأسوار كعقبة إضافية.
- Reconstruction of the "first-generation" fence as erected in 1952, with control strip in the foreground
- The "second-generation" fences in 1962, with derelict barbed wire in the foreground, a control strip, two rows of barbed wire further back and a watchtower at the rear
- A border marker pole stands in front of a third-generation fence, which was constructed from several overlapping horizontal tiers of expanded steel-mesh fencing.
- A high wall and watchtowers divided the village of Mödlareuth in Bavaria/Thuringia. A stretch of the wall still stands as a memorial to the division of Germany.

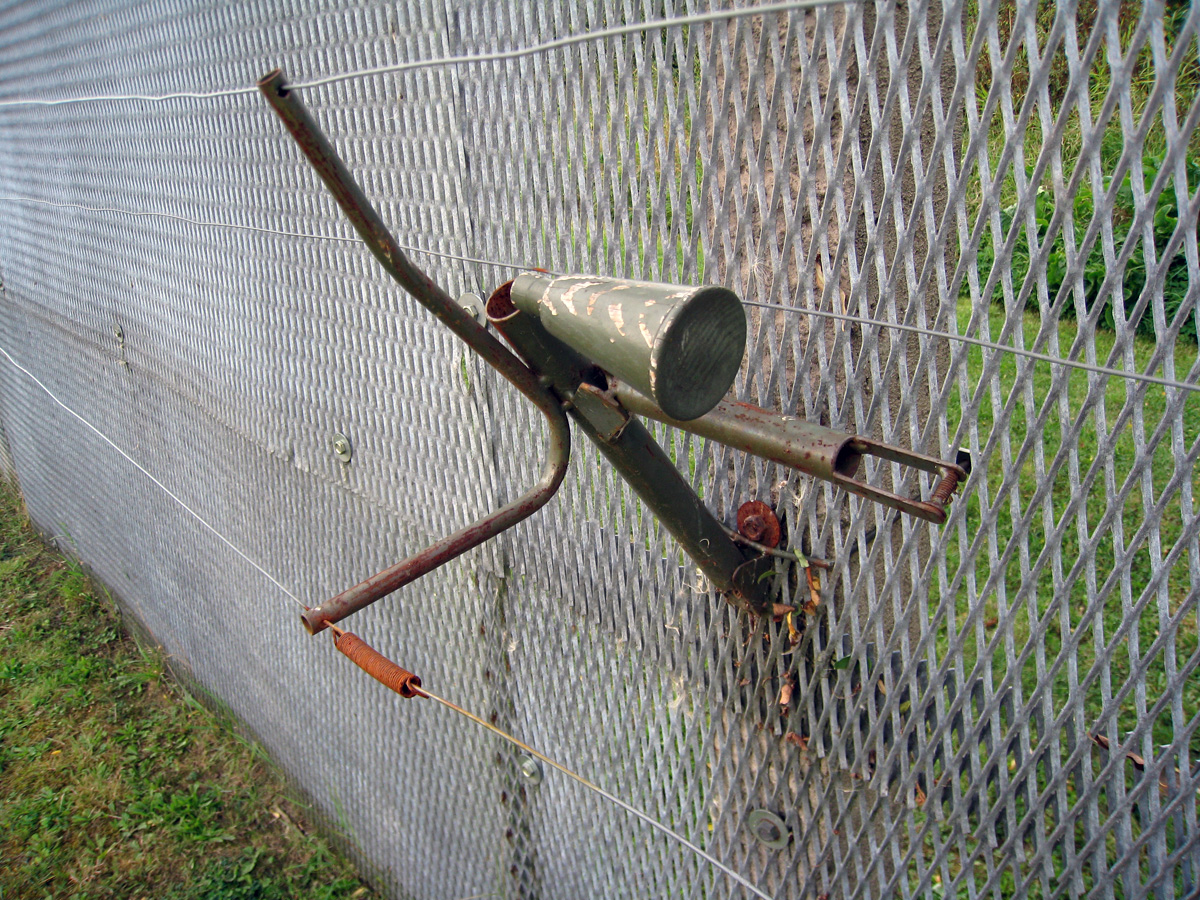
أس أم-70 لغم مضاد للأفراد يعمل بتوجيه ثلاثي الاتجاه مثبت على السياج. احتوى المخروط على شحنة متفجرة أطلقت شظايا عند تشغيلها.

تم تثبيت سور من «الجيل الثالث» أكصر قوة ومتانة، في برنامج مستمر للتحسينات من أواخر الستينيات إلى الثمانينيات. تم نقل خط السياج مرة أخرى لإنشاء شريط خارجي بين السياج والحدود الفعلية. تم استبدال أسوار الأسلاك الشائكة بحاجز يتراوح طوله بين 3.2 و4.0 متر (10-13) قدم. تم بناؤه بألواح شبكية معدنية موسعة (Metallgitterzaun). كانت الفتحات الموجودة في الشبكة عمومًا صغيرة جدًا بحيث لا يمكن إدخال الاصابع لتسلقها وكانت حادة جدًا. لا يمكن هدم هذه الألواح بسهولة لأنها تتداخل، ولا يمكن قطعها بواسطة قاطع لولبي أو سلكي. كما لم يكن من الممكن ضبطها بسهولة، حيث تم دفن الجزء السفلي من الأسوار جزئيًا على الأرض. في عدد من الأماكن، توجد أسوار مبنية على نحو خفيف (Lichtsperren) تتكون من شبكة وأسلاك شائكة تصطف على الحدود. لم تكن الأسوار مستمرة ويمكن عبورها في عدد من الأماكن. تم تثبيت البوابات لتمكين الحراس من القيام بالدوريات حتى الخط ومنح المهندسين إمكانية الوصول للصيانة على الجانب المواجه للخارج من الجدار.
في بعض الأماكن، كانت القرى المجاورة للحدود مسيجة بأسوار الألواح الخشبية (Holzlattenzaun) أو الجدران العازلة الخرسانية (Betonsperrmauern) بعلو 3–4 متر (9.8–13.1 قدم). نوافذ المباني المتاخمة للحدود كانت مبنية من الطوب أو تغطيتها بألواح خشبية، وتم هدم المباني التي تعتبر قريبة جدًا من الحدود. نصبت الجدران العازلة على نسبة صغيرة من طول الحدود أي حوالي - 29.1 كيلومتر (18.1 ميل) من الطول الكلي بحلول عام 1989.
تم تركيب الألغام المضادة للأفراد على طول ما يقرب من نصف طول الحدود ابتداء من عام 1966؛ بحلول الثمانينات، زرع حوالي 1.3 مليون لغم من أنواع مختلفة سوفيتية الصنع. بالإضافة إلى ذلك، من عام 1970 احيط السياج الخارجي بحوالي 60,000 من الألغام المضادة للأفراد أس أم-70 (Splittermine-70). تم تفعيلها بواسطة أسلاك متصلة وآلية لإطلاق النار. أدى ذلك إلى تفجير شحنة مليئة بشظايا في اتجاه واحد على طول خط السياج. كان الجهاز قاتلاً على الأرجح بمدى حوالي 120 متر (390 قدم). تمت إزالة الألغام في نهاية عام 1984 في حملة إدانة دولية لحكومة ألمانيا الشرقية.

### خط الحدود
حتى أواخر الستينيات، شيدت التحصينات حتى خط الحدود الفعلي تقريبًا. عندما تم بناء تحصينات الجيل الثالث، تم إرجاع الأسوار من 20 متر (66 قدم) إلى ما يصل إلى 2 كيلومتر (1.2 ميل). هذا أعطى الحراس مجالًا واضحًا لإطلاق النار لاستهداف الهاربين دون أن تسقط طلقات نارية في الغرب، كما وفر منطقة عازلة حيث يمكن للمهندسين العمل على الحفاظ على الوجه الخارجي للسياج في أراضي ألمانيا الشرقية. كان الوصول إلى الشريط الخارجي خاضعًا لإحكام شديد، لضمان عدم إغراء الحراس أنفسهم بالفرار. على الرغم من أن المصادر الغربية غالبًا ما تصفها بأنها «منطقة محرمة»، إلا أنها كانت من الناحية القانونية كل أراضي ألمانيا الشرقية، ويمكن القبض على الهاربين أو إطلاق النار عليهم. مُنع الغربيون من دخول المنطقة، وبالتالي لم يتمكنوا من الذهاب لمساعدة الهاربين. 
- The actual border: a West German pole with warning sign, a GDR marker and the fence and a watchtower beyond
- An East German boundary stone with "DDR" (Deutsche Demokratische Republik) carved on the eastern side
- A distinctive East German "عمود الحلاق" border marker. The spike on the top deterred birds from perching on it.

 يقع الخط الفعلي بين غرب وشرق ألمانيا على الجانب البعيد من الشريط الخارجي. تميزت بحجارة الجرانيت (Grenzsteine) بأحرف "DDR" المنحوتة على الحافة المواجهة للغرب.
على الجانب الألماني الغربي، لم تكن هناك تحصينات من أي نوع، ولا حتى دوريات في معظم المناطق. كان هناك علامات تحذير (Grenzschilder) مع رسائل مثل Achtung! Zonengrenze! («خطر! منطقة حدودية!») أو توقف! هير زوننجرينزي («توقف! منطقة حدودية هنا») لأخطار الزوار. تم تقييد الأفراد العسكريين الأجانب من الاقتراب من الحدود لتجنب الاشتباكات أو غيرها من الحوادث غير المرغوب فيها. قدمت علامات باللغتين الإنجليزية والألمانية إخطارات عن المسافة للوصل إلى الحدود لمنع الوصول الخاطئ لتلك المنطقة. لا ينطبق هذا التقييد على المدنيين الغربيين، الذين يتمتعون بحرية الوصول إلى الخط الحدودي، ولا توجد عقبات جسدية لمنعهم من عبوره.

## الحدود البحرية لألمانيا الشرقية
يمتد نظام الحدود الألمانية الداخلية أيضًا على طول ساحل بحر البلطيق، ويطلق عليه «الحدود الزرقاء» أو الحدود البحرية لجمهورية ألمانيا الديمقراطية. تم تحصين الساحل جزئيًا على طول الجانب الشرقي لنهر تراف في الجهة المقابلة لميناء ترافيموند الألماني الغربي. وقفت أبراج المراقبة والجدران والأسوار على طول الخط الساحلي المستنقع لردع محاولات الفرار وكانت المياه تقوم بدوريات في قوارب ألمانية شرقية عالية السرعة. انتهى الخط المستمر للحدود الألمانية الداخلية في شبه جزيرة بريوال، ولكن بالفعل على الجانب الشرقي من Trave. من هناك إلى بولتينهاجين، على طول حوالي 15 كيلومتر (9.3 ميل) على الشاطئ الشرقي لخليج مكلنبورغ، كان الخط الساحلي ألمانيا الشرقية جزءًا من «الشريط الواقي» المقيد الوصول أو Schutzgebiet. وفرضت الرقابة الأمنية على بقية الساحل من بولتينهاجين إلى Altwarp على الحدود البولندية، بما في ذلك كل من جزر بويل وروغن وهيدينسي ويوزدوم.
نفذت حل بحر البلطيق لعرقلة محاولات الهروب. كان التخييم والوصول إلى القوارب محدودًا جدًا  وتم بناء 27 برج مراقبة على طول ساحل بحر البلطيق. إذا تم اكتشاف محاولة هروب مشتبه بها، سيتم إرسال قوارب دورية عالية السرعة لاعتراض الهاربين. دوريات مسلحة مجهزة بالكشافات المحمولة القوية لمراقبة الشواطئ.
الهاربون تهدف للالغربي (غرب ألمانيا) شاطئ خليج مكلنبورغ، وهو الدنماركية منارة قبالة ميناء Gedser ، الجزر الدنماركية الجنوبية ولاند وفالستر، أو ببساطة الممرات الملاحية الدولية على أمل يجري انتقاؤها من قبل عابرة شحن. كان بحر البلطيق طريق هروب خطير للغاية. في الكل، 189   يقدر عدد الأشخاص الذين ماتوا وهم يحاولون الفرار عبر بحر البلطيق.
حاول بعض الألمان الشرقيين الفرار من خلال القفز من على متن سفن من ألمانيا الشرقية التي رست في موانئ بحر البلطيق. حاول الكثير من الألمان الشرقيين الفرار بهذه الطريقة في الموانئ الدنماركية، حيث قام أسياد الميناء بتركيب معدات إضافية لإنقاذ الأرواح على رصيف الميناء حيث رست السفن الألمانية الشرقية. وردت حكومة جمهورية ألمانيا الديمقراطية عن طريق وضع مرافقة لشرطة النقل (Trapos) المسلحة على متن سفن الركاب للتعامل بقوة مع محاولات الهروب. في إحدى المرات في أغسطس 1961، تسببت السفينة في حادث دولي في ميناء جيدر الدنماركي، عندما قاموا بضرب أحد الهاربين المحتملين على رصيف الميناء وفتحوا النار، وأصابوا قاربًا دنماركيًا في الميناء. في اليوم التالي، خرج الآلاف من الدنماركيين للاحتجاج على «أساليب Vopo (شرطة الشعب الألمانية)». تم إيقاف «القوارب» في نهاية المطاف عن طريق زيادة تقييد حقوق السفر المحدودة بالفعل لسكان جمهورية ألمانيا الديمقراطية.

## الحدود النهرية
امتدت الحدود أيضًا على طول جزء من ثلاثة أنهار رئيسية بوسط ألمانيا: نهر إلب بين لاوينبورغ وشناكنبرج (حوالي 95 كـم (59 ميل))، ورا وسايل. كانت حدود النهر مشكلة خاصة؛ على الرغم من أن الحلفاء الغربيين وألمانيا الغربية رأوا أن خط الترسيم يمتد على طول الضفة الشرقية، إلا أن الألمان الشرقيين والسوفييت أصروا على أنه يقع في منتصف النهر (مبدأ خط‌ القعر). في الممارسة العملية ، تم تقاسم الممرات المائية على قدم المساواة ولكن قنوات التنقل غابت في كثير من الأحيان عبر الخط. وأدى ذلك إلى مواجهات متوترة حيث سعت سفن شرق أو غرب ألمانيا إلى تأكيد حقها في حرية المرور في الممرات المائية.
كانت الأنهار تخضع لحراسة مشددة مثلها مثل أجزاء أخرى من الحدود. على إلبه، حافظت ألمانيا الشرقية على أسطول من حوالي 30 قارب دورية سريعة، بينما كان لدى ألمانيا الغربية حوالي 16 سفينة جمركية. تمت مراقبة الحدود النهرية عن كثب بحثًا عن الهاربين الذين غرق الكثير منهم أثناء محاولتهم العبور. ظلت العديد من الجسور التي تم تفجيرها في الأيام الأخيرة من الحرب العالمية الثانية في حالة خراب، في حين تم سد أو تدمير الجسور الباقية على الجانب الألماني الشرقي. لم تكن هناك معابر للعبارات وتم تفتيش مراكب الأنهار بدقة من قبل حرس الحدود في جمهورية ألمانيا الديمقراطية. لمنع محاولات الهرب، كانت ضفاف نهر ألمانيا الشرقية محاطة بخط مستمر من الأسوار المعدنية والجدران الخرسانية. في أحد المواقع، روتربرغ على إلبه، حاصرت التحصينات الحدودية القرية تمامًا وأغلقت السكان عن بقية ألمانيا الشرقية وكذلك الغرب.

## حرس الحدود من الحدود الألمانية الداخلية
تتكون حرس الحدود الألمانية الداخلية من عشرات الآلاف من الأفراد العسكريين وشبه العسكريين والمدنيين من كل من ألمانيا الشرقية والغربية، وكذلك من المملكة المتحدة والولايات المتحدة والاتحاد السوفيتي في البداية.

### شرق ألمانيا
وبعد نهاية الحرب العالمية الثانية، كان تحت حراسة الجانب الشرقي الألمانية من الحدود في البداية من قبل حرس الحدود من المفوضية الشعبية للشؤون الداخلية (في وقت لاحق لجنة أمن الدولة). تم تكميلهم من عام 1946 من قبل قوة شبه عسكرية تم تجنيدها محليًا، وهي شرطة الحدود الألمانية (Deutsche Grenzpolizei أو شرطة الحدود الألمانية)، قبل تسليم السوفييت السيطرة الكاملة على الحدود إلى الألمان الشرقيين في 1955/56. في عام 1961، تم تحويل DGP إلى قوة عسكرية داخل الجيش الشعبي الوطني (الوطنيجيش ألمانيا الشرقية، NVA). القوات الحدودية التي أعيدت تسميتها حديثًا في ألمانيا الشرقية (Grenztruppen der DDR، والمعروفة باسم Grenzer) كانت تحت قيادة الحدود NVA أو Grenzkommando. لقد كانوا مسؤولين عن تأمين الحدود والدفاع عنها مع ألمانيا الغربية وتشيكوسلوفاكيا وبولندا وبحر البلطيق وبرلين الغربية. في ذروتها، كان غرينزتروبن يصل إلى 50,000 شؤون الموظفين.
كان حوالي نصف سكان غرينزتروبن مجندين، وهي نسبة أقل من المجندين في فروع القوات المسلحة الألمانية الشرقية. تم فرز العديد من المجندين المحتملين على أنهم غير موثوقين؛ على سبيل المثال، الأفراد المتدينين بنشاط أو الذين لديهم أقارب مقربين في ألمانيا الغربية. لقد تعرضوا جميعًا للتدقيق الدقيق لضمان موثوقيتهم السياسية وتم تلقينهم تلقين أيديولوجي مكثف.
عملت وحدة خاصة من الشرطة السرية في شتازي سراً داخل غرينزتروبن، متظاهرين كحرس حدود منتظم، بين عامي 1968 و 1985، للتخلص من الهاربين المحتملين. قيل إن شتازي قامو بتجنيد واحد من كل عشرة ضباط وواحد من كل ثلاثين من المجندين كمخبرين. قامت شتازي بإجراء مقابلات مع الملفات وصيانتها بانتظام على كل حارس. كان عملاء شتازي مسؤولين بشكل مباشر عن بعض جوانب الأمن؛ كان يتم التحكم في محطات مراقبة الجوازات عند المعابر من قبل ضباطها الذين كانوا يرتدون زي غرينزتروبن.
تمت مراقبة Grenztruppen عن كثب لضمان عدم تمكنهم من الاستفادة من معارفهم الداخلية للهروب عبر الحدود. كانت الدوريات وأبراج المراقبة ومراكز المراقبة دائمًا مزودة بحارسين أو ثلاثة حراس في كل مرة. لم يُسمح لهم بالخروج عن نظر بعضهم البعض في أي ظرف من الظروف. إذا حاول أحد الحراس الهرب، تلقى زملاؤه تعليمات بإطلاق النار عليه دون تردد أو إنذار مسبق؛  2500 فروا إلى الغرب، وتم القبض على 5,500 آخرين وسجنهم لمدة تصل إلى خمس سنوات،  وقتل عدد منهم بالرصاص أو الجرح في المحاولة.
عمل الحراس المتورطين في تنفيذ أعمال إصلاح على الدفاعات، ومراقبة المنطقة من أبراج المراقبة والمخابئ ودوريات الخط عدة مرات في اليوم. قام جنود الاستطلاع الحدودي (Grenzaufklärungszug أو GAK)، وهي قوة استطلاع من النخبة، بدوريات وجمع معلومات استخباراتية على الجانب الغربي من السياج. تم تصوير الزائرين الغربيين على الحدود بشكل روتيني من قبل GAKs، الذين أشرفوا أيضًا على مجموعات العمل التي تحافظ على السياج. سيتم تغطية العمال بالرشاشات لثنيهم عن محاولة الفرار.

### ألمانيا الغربية
كان عدد من المنظمات الحكومية الألمانية الغربية مسؤولة عن مراقبة الجانب الغربي من الحدود. وشملت هذه Bundesgrenzschutz (BGS، حماية الحدود الفيدرالية)، و Bayerische Grenzpolizei (شرطة الحدود البافارية) و Bundeszollverwaltung (إدارة الجمارك الفيدرالية). لم يُسمح لوحدات الجيش الألماني الغربي بالاقتراب من الحدود دون أن يرافقهم أفراد من الحرس الثوري.
BGS، التي تأسست في عام 1951، كانت مسؤولة عن الحفاظ على منطقة 30 كيلومتر (19 ميل) عمق الحدود. وقد تم تزويد أفرادها البالغ عددهم 20000 بسيارات مصفحة وبنادق مضادة للدبابات وطائرات هليكوبتر وشاحنات وسيارات جيب. كانت BGS شرطة محدودة الصلاحيات داخل منطقة عملياتها لمواجهة التهديدات لسلامة الحدود. حتى عام 1972، بالإضافة إلى المتطوعين.
كان Bundeszollverwaltung (BZV) مسؤولاً عن مراقبة جزء كبير من الحدود الألمانية الداخلية وإدارة معابر ألمانيا الغربية. عاش أفرادها مع عائلاتهم في مجتمعات على طول الحدود ونفذوا مهام شرطية منتظمة في منطقة بحوالي 10 كيلومتر (6.2 ميل) في عمق الحدود. كانت لهم سلطة القبض على المشتبه بهم وتفتيشهم في منطقة عملياتهم باستثناء قسم الحدود في بافاريا. يداخل أختصاص BZV بشكل كبير مع أختصاص BGS، مما أدى إلى درجة من الخلاف بين الوكالتين.
كانت Bayerische Grenzpolizei (BGP) قوة شرطة حدودية أنشأتها الحكومة البافارية للقيام بواجبات الشرطة على طول الحدود الألمانية الداخلية على طول 390 كيلومتر (240 ميل) في بافاريا. بحلول أواخر الستينات، كان BGP 600 رجال يقومون بدوريات في قطاعها من الحدود إلى جانب BZV وBGS والجيش الأمريكي. كانت واجباتها مماثلة جدا لBZV، مما أدى إلى حروب بين الوكالتين.

### الحلفاء الغربيين
أجرى الجيش البريطاني دوريات نادرة نسبيا على طول قطاعه من الحدود الألمانية الداخلية. بحلول سبعينيات القرن الماضي، كانت تقوم بدورية واحدة فقط في الشهر، ونادراً ما تستخدم مروحيات أو رادار مراقبة أرضي ولا تشغل أي مراكز مراقبة دائمة. تم تقسيم المنطقة الحدودية البريطانية إلى قطاعين تغطي مسافة إجمالية تبلغ حوالي 650 كيلومتر (400 ميل) على طول الحدود. على عكس الأمريكيين، لم يعين البريطانيون وحدات محددة لواجب الحدود، لكنهم قاموا بتناوب المهمة بين فرق جيش الراين البريطاني.
كما كانت الحدود تقوم بدوريات في القطاع البريطاني من قبل دائرة الحدود البريطانية، وهي أصغر منظمات مراقبة الحدود الغربية. خدم موظفوها كحلقة وصل بين المصالح العسكرية والسياسية البريطانية والوكالات الألمانية على الحدود. تم حل BFS في عام 1991 بعد إعادة توحيد ألمانيا.
احتفظ جيش الولايات المتحدة بوجود عسكري كبير ومستمر على الحدود الألمانية الداخلية طوال الفترة من عام 1945 إلى نهاية الحرب الباردة. قام الجنود الأمريكيون النظاميون بحراسة الحدود من نهاية الحرب حتى تم استبدالهم في عام 1946 من قبل شرطة الولايات المتحدة،  التي تم حلها في عام 1952 بعد نقل مهام الشرطة إلى السلطات الألمانية. تم استبداله بثلاثة أفواج مخصصة من سلاح الفرسان المدرع لتقديم دفاع دائم. فوج سلاح الفرسان المدرع الثالث المتمركز في بامبرج، فوج الفرسان المدرع الثاني المتمركز في نورمبرغ وفوج سلاح الفرسان المدرع الرابع عشر في فولدا  - تم استبداله لاحقًا بفوج سلاح الفرسان المدرع الحادي عشر   - مراقبة الحدود باستخدام مراكز المراقبة والدوريات البرية والجوية ومكافحة الاختراقات وجمع المعلومات الاستخبارية عن أنشطة حلف وارسو.

### الاتصالات عبر الحدود
كان هناك القليل من الاتصالات غير الرسمية بين الجانبين. كان حرس ألمانيا الشرقية يتلقون أوامر بعدم التحدث إلى الغربيين. بعد بدء الانفراج بين شرق وغرب ألمانيا في السبعينيات، وضع الجانبان إجراءات للحفاظ على الاتصالات الرسمية من خلال 14 اتصالًا هاتفيًا مباشرًا أو Grenzinformationspunkte (GIP، «نقاط معلومات الحدود»). تم استخدامها لحل المشاكل المحلية التي تؤثر على الحدود، مثل الفيضانات، حرائق الغابات أو الحيوانات الضالة.
لسنوات عديدة، شن الجانبان معركة دعاية عبر الحدود باستخدام لافتات دعائية ومنشورات أطلقت أو سقطت على أراضي بعضها البعض. سعت منشورات ألمانيا الغربية إلى تقويض استعداد حراس ألمانيا الشرقية لإطلاق النار على اللاجئين الذين يحاولون عبور الحدود، في حين عززت منشورات ألمانيا الشرقية وجهة نظر ألمانيا الديمقراطية في ألمانيا الغربية كنظام عسكري يهدف إلى استعادة حدود ألمانيا عام 1937.
خلال الخمسينيات، أرسلت ألمانيا الغربية ملايين المنشورات الدعائية إلى ألمانيا الشرقية كل عام. في عام 1968 وحده، أكثر من 4000  من المقذوفات التي تحتوي على حوالي 450,000 منشور من ألمانيا الشرقية إلى الغربية. انتهت «حرب المنشورات» في نهاية المطاف باتفاق متبادل في أوائل السبعينيات كجزء من تطبيع العلاقات بين الدولتين الألمانيتين.

## عبور الحدود الألمانية الداخلية
لم تكن الحدود الألمانية الداخلية مغلقة تمامًا بأسلوب الحدود بين الكوريتين ويمكن عبورها في أي من الاتجاهين خلال الحرب الباردة. حددت اتفاقيات ما بعد الحرب بشأن الحكم في برلين أن الحلفاء الغربيين كان عليهم الوصول إلى المدينة عبر ممرات جوية وطرق وسكك حديدية ونهرية محددة. تم احترام هذا في الغالب من قبل السوفيات والألمان الشرقيين. حتى خلال حصار برلين عام 1948، كان بالإمكان نقل الإمدادات جواً - جسر برلين الشهير. قبل وبعد الحصار، تمر القطارات المدنية والعسكرية الغربية وحركة المرور والمراكب عبر ألمانيا الشرقية بشكل روتيني في طريقها إلى برلين.

لا يمكن عبور الحدود بشكل قانوني إلا من خلال عدد محدود من الطرق الجوية والبرية والسكك الحديدية والأنهار. تمكن الأجانب من عبور أراضي ألمانيا الشرقية من وإلى برلين الغربية والدنمارك والسويد وبولندا وتشيكوسلوفاكيا. ومع ذلك، لم يتمكنوا من الوصول إلى بقية ألمانيا الشرقية إلا بشكل محدود ومسيطر عليه بشدة، وواجهوا العديد من القيود على السفر والإقامة والنفقات. تسببت عمليات التفتيش المطولة في تأخير طويل لحركة المرور عند نقاط العبور. وجد الغربيون أن عبور الحدود الألمانية الداخلية كان تجربة مقلقة إلى حد ما ؛ كتب جان موريس: 

### نقاط العبور
قبل عام 1952، كان يمكن الحد من الحدود الألمانية الداخلية في أي نقطة تقريبًا على طولها. أدى إغناء الحدود إلى قطع 32  من خطوط السكك الحديدية، ثلاثة أوتوبانو31 من  الطرق الرئيسية وثمانية طرق اساسية وحوالي 60 طريقًا ثانويًا وآلاف الممرات ومسارات العربات. تم تخفيض عدد نقاط العبور إلى ثلاثة ممرات جوية وثلاثة ممرات طرقوخطي سكة حديد ووصلتين نهريتين تتيحان الوصول إلى برلين، بالإضافة إلى حفنة من نقاط العبور الإضافية لحركة الشحن.
تحسن الوضع إلى حد ما بعد بدء الانفراج في السبعينيات. معابر إضافية لما يطلق عليه كلاين غرينزفيركهر   - «حركة المرور الصغيرة على الحدود»- تم فتحها في مواقع مختلفة على طول الحدود. بحلول عام 1982، كان هناك 19 من  المعابر الحدودية: ستة طرق وثلاثة أوتوبان وثمانية خطوط للسكك الحديدية بالإضافة إلى نهر إلب وميتلاندكانال.
كان أكبرها في هلمستيدت - مارينبورن في أوتوبان هانوفر-برلين (إيه 2)، والتي من خلالها 34.6 مليون مسافر بين 1985-1989. كانت نقطة تفتيش ألفا الأولى واحدة من بين ثلاث نقاط تفتيش تابعة للحلفاء على الطريق إلى برلين. اما الآخرى فكانت نقطة تفتيش برافو، حيث مر طريق أوتوبان من ألمانيا الشرقية إلى برلين الغربية، والأكثر شهرة من ذلك كله، نقطة تفتيش تشارلي، المكان الوحيد الذي يمكن لغير الألمان عبوره من الغرب إلى برلين الشرقية.

### لوائح عبور الحدود
تمكن الألمان الغربيون من عبور الحدود بحرية نسبية لزيارة الأقارب، لكنهم اضطروا إلى اجتياز العديد من الإجراءات البيروقراطية. تعرض الألمان الشرقيون لقيود أكثر صرامة. لم يُسمح لهم بزيارة الغرب مطلقًا حتى نوفمبر 1964، وحتى ذلك الحين لم يُسمح إلا للمتقاعدين. وأدى ذلك إلى مزحة أنه «يتطلع سكان ألمانيا الشرقية الوصول لسن الشيخوخة» (لزيارة ألمانيا الغربية). لم يُسمح لألمان الشرقيين الأصغر سناً بالسفر إلى الغرب حتى عام 1972، على الرغم من قلة منهم قاموا بذلك حتى منتصف الثمانينات. كان عليهم التقدم بطلب للحصول على تأشيرة خروج وجواز سفر، ودفع رسوم كبيرة، والحصول على إذن من صاحب العمل والخضوع لاستجواب من الشرطة.
تمت الموافقة على ما يقرب من 40000 فقط في السنة. كان الرفض في كثير من الأحيان تعسفيًا، ويعتمد على حسن نية المسؤولين المحليين. وكثيراً ما كان يُمنح لأعضاء النخبة الحزبية والسفراء الثقافيين إذن بالسفر، وكذلك عمال النقل الأساسيين. ومع ذلك، لم يُسمح لهم بأخذ أسرهم معهم.
حتى أواخر الثمانينيات، لم يُسمح للألمان الشرقيين العاديين بالسفر إلى الغرب إلا في «أعمال عائلية عاجلة»، مثل الزواج أو المرض الخطير أو وفاة أحد الأقارب. في فبراير 1986، خفف النظام من تعريف «الأعمال العائلية العاجلة»، مما أدى إلى زيادة هائلة في عدد مواطني ألمانيا الشرقية القادرين على السفر إلى الغرب. وورد أن تخفيف القيود كان مدفوعًا برغبة القيادة الألمانية الشرقية في تقليص رغبة مواطنيها في السفر وتقليص عدد المتقدمين للهجرة. لكن عمليا، كان له بالضبط تأثير معاكس.

### الهجرة من ألمانيا الشرقية
لا يوجد أي أساس قانوني رسمي يمكن بموجبه للمواطن أن يهاجر من ألمانيا الشرقية. في عام 1975، وقعت ألمانيا الشرقية على اتفاقات هلسنكي، وهي معاهدة أوروبية لتحسين العلاقات بين بلدان أوروبا. سعى عدد متزايد من مواطني ألمانيا الشرقية إلى استخدام أحكام الاتفاق لحرية التنقل لتأمين تأشيرات الخروج. بحلول أواخر الثمانينات، تم تقديم أكثر من 100000 طلب حصول على تأشيرات سنويًا بحوالي 15000 - 25000  تم الموافقة عليها.
ومع ذلك، ظلت حكومة ألمانيا الديمقراطية تعارض الهجرة وسعت إلى ثني المهاجرين. كانت عملية التقدم للحصول على تصريح خروج بطيئة ومتعمدة ومحبطة وغير مثمرة في كثير من الأحيان. تم تهميش المتقدمين أو تخفيض رتبهم أو طردهم من وظائفهم، واستبعادهم من الجامعات وتعرضهم للنبذ. لقد واجهوا التهديد المتمثل في وضع أطفالهم في حجز الدولة على أساس أنهم غير صالحين لتربية الأطفال. تم استخدام القانون لمعاقبة من استمروا في التقدم بطلب للهجرة؛  ألقي القبض على أكثر من 10000 متقدم من قبل امن الدولة بين 1970 و1989.
أشار تقرير للقسم الأمني للجنة المركزية إلى أن: «مشكلة الهجرة تواجهنا بمشكلة أساسية في تطور ألمانيا الشرقية. تظهر التجربة أن المجموعة الحالية من الحلول (تحسين إمكانات السفر وتهريب المتقدمين وما إلى ذلك) لم تحقق النتائج المرجوة، بل على العكس.» وخلص التقرير إلى أن التحريض على الهجرة «يهدد بتقويض المعتقدات في صحة سياسات الحزب».

### الفدية و«النشرات الإنسانية»
يمكن لمواطني ألمانيا الشرقية أن يهاجروا من خلال الطريق شبه السري المتمثل في فدية من قبل حكومة ألمانيا الغربية في عملية أطلق عليها اسم <i id="mwA5w">Freikauf</i> (حرفيًا شراء الحرية). بين عامي 1964 و1989، تم فدية 33755 من السجناء السياسيين. و 2087 أخريين. تم إطلاق سراح السجناء إلى الغرب بموجب عفو عام 1972.
تم تقييم هذه الفدية بين حوالي 1875 مارك ألماني للعامل اليدوي إلى حوالي 11,250 مارك ألماني للطبيب. المبرر، وفقا لألمانيا الشرقية، هو أن هذا كان تعويضًا عن الأموال التي استثمرتها الدولة في تدريب السجناء. لفترة من الوقت، تم سداد مدفوعات عينية باستخدام سلع كانت متوفرة في ألمانيا الشرقية، مثل البرتقال والموز والقهوة والعقاقير الطبية.
وكان مخطط مثير للجدل للغاية في الغرب. وقد شجب الكثيرون Freikauf فرايكوف باعتباره تهريبًا للبشر، ولكن دافع عنه الآخرون باعتباره «عملًا إنسانيًا خالصًا»؛  قامت حكومة ألمانيا الغربية بتخصيص أموال لفرايكوف تحت العنوان الملطف «دعم تدابير المساعدة الخاصة ذات الطابع الألماني بالكامل».

## محاولات الهروب وضحايا الحدود الألمانية الداخلية

### تدفق اللاجئين ومحاولات الهرب

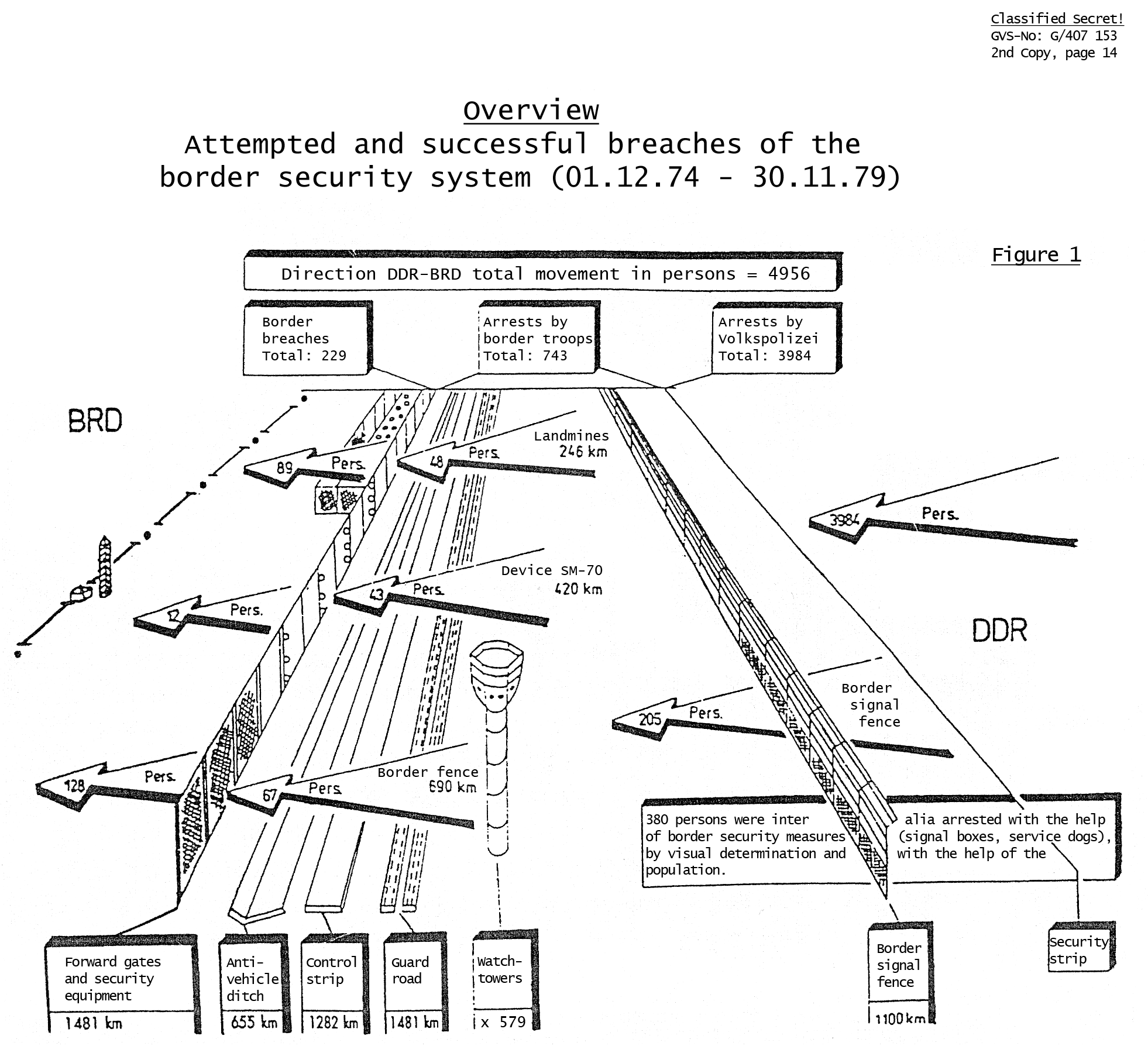
رسم تخطيطي يلخص أعداد الأشخاص الذين نجحوا في اجتياز كل عنصر من عناصر نظام الحدود الألمانية الداخلية، 1974-1979

بين عامي 1950 و1988، هاجر حوالي 4 ملايين ألماني شرقي إلى الغرب؛ غادر 3.454 مليون بين عام 1950 وبناء جدار برلين في عام 1961. بعد تحصين الحدود وبناء حائط برلين، انخفض عدد المعابر غير القانونية بشكل كبير واستمر في الانخفاض حيث تحسنت الدفاعات على مدار العقود اللاحقة. ومع ذلك، لم يكن الهاربون أكثر من أقلية صغيرة من إجمالي عدد المهاجرين من ألمانيا الشرقية. خلال الثمانينيات، قام بذلك حوالي 1٪ فقط ممن غادروا ألمانيا الشرقية بالفرار عبر الحدود. غادر عدد أكبر بكثير من الناس البلاد بعد الحصول على تصاريح رسمية، أو بالفرار عبر بلدان ثالثة أو عن طريق الفدية من قبل حكومة ألمانيا الغربية.
كان الدافع وراء الغالبية العظمى من اللاجئين أسباب اقتصادية وسعى لتحسين ظروفهم المعيشية والحصول على الفرص عن طريق الهجرة إلى الغرب. أحداث مثل سحق انتفاضة 1953 وفرض العمل الجماعي والأزمة الاقتصادية الأخيرة في ألمانيا الشرقية في أواخر الثمانينيات من القرن الماضي، أدت إلى زيادة مفاجئة في عدد محاولات الهروب.
تمت دراسة محاولات الفرار عبر الحدود وتسجيلها بعناية من قبل سلطات جمهورية ألمانيا الديمقراطية لتحديد نقاط الضعف المحتملة. وقد عولجت هذه من خلال تعزيز التحصينات في المناطق المعرضة للخطر. في نهاية السبعينيات من القرن الماضي، قام الجيش الألماني الشرقي بإجراء دراسة لمراجعة محاولات «اختراق الحدود» (Grenzdurchbrüche). وقد وجدو أن 4,956 شخصًا حاولوا الفرار عبر الحدود بين شخص واحد ديسمبر 1974 و30   نوفمبر 1979. من هؤلاء، 3,984  تم القبض عليهم (80.4٪) من قبل Volkspolizei في منطقة Sperrzone، المنطقة الخارجية المحظورة. تم القبض على 205  (4.1 ٪) على السياج.

### طرق الهروب
أستخدم الهاربين مجموعة متنوعة من الأساليب. عبرت الغالبية العظمى سيرا على الأقدام، على الرغم من أن البعض اتخذ طرقا غير عادية. أحد أكثرها إثارة هو هروب البالون في سبتمبر 1979 لثمانية أشخاص من عائلتين على متن منطاد هواء ساخن محلي الصنع. تضمنت رحلتهم صعودًا لارتفاع وصل إلى أكثر من 2,500 متر (8,200 قدم) قبل الهبوط بالقرب من مدينة نيلا الألمانية الغربية. ألهمت الحادثة فيلم Night Crossing.
اعتمد الهاربون الآخرون أكثر على القوة البدنية والتحمل. استخدم أحد الهاربين في 26 أغسطس 1987 خطافات اللحوم لتوسيع الأسوار،  بينما في عام 1971، سبح طبيب 45 كيلومتر (28 ميل) عبر بحر البلطيق من روستوك تقريبا إلى جزيرة لولاند الدنماركية، قبل أن يتم التقاطه بواسطة يخت ألماني غربي. استخدم هارب آخر مرتبة هوائية للهروب عبر بحر البلطيق في 2 سبتمبر 1987.
عمليات الهروب الجماعي كانت نادرة. وقعت واحدة من هذه العمليات النادرة التي نجحت في 2 أكتوبر 1961، عندما هرب 53   شخص من قرية Böseckendorf الحدودية ‏   - ربع سكان القرية   - بشكل جماعي، تللهم 13 أخريين من سكان القرية فبراير 1963. حدث هروب جماعي غير عادي في سبتمبر 1964 عندما   تم تهريب 14 من الألمان الشرقيين، منهم 11 طفلاً، عبر الحدود في شاحنة تبريد. تمكنوا من الهروب من الكشف عن طريق إخفاءهم تحت جثث الخنازير المذبوحة التي يتم نقلها إلى الغرب.

### الاوامر بإطلاق النار
من عام 1945 فصاعداً، خاطر العابرون غير المصرح لهم بعبور الحدود الألمانية الداخلية من خطر إطلاق النار عليهم من قبل حرس الاتحاد السوفيتي أو ألمانيا الشرقية. أطلق على استخدام القوة المميتة Schießbefehl («أمر إطلاق النار» أو «أمر بإطلاق النار»). وقد بدأ تنفيذه رسميًا منذ عام 1948، عندما تم إصدار اللوائح المتعلقة باستخدام الأسلحة النارية على الحدود. لائحة صادرة لشرطة ألمانيا الشرقية في 27 تنص في مايو 1952 على أن «عدم الامتثال لأوامر دورية الحدود سيتم تلبيته باستخدام الأسلحة». من الستينيات وحتى نهاية الثمانينيات، تم إعطاء حرس الحدود أوامر شفهية يومية (Vergatterung) «لتعقب أو اعتقال أو القضاء على المخالفين». قام GDR بتدوين لوائحه الخاصة باستخدام القوة المميتة في مارس 1982، عندما نص قانون حدود الدولة على استخدام الأسلحة النارية ك«أقصى إجراء في استخدام القوة» ضد الأفراد الذين «يحاولون علنًا اختراق الدولة الحدود».

### الوفيات على الحدود
لا يزال من غير المؤكد عدد الأشخاص الذين ماتوا على الحدود الألمانية الداخلية، لأن جمهورية ألمانيا الديمقراطية تعاملت مع هذه المعلومات باعتبارها سرية تحت حراسة مشددة. لكن التقديرات ارتفعت بشكل ثابت منذ التوحيد، حيث تم جمع الأدلة من سجلات ألمانيا الشرقية. اعتبارا من عام 2009، تشير تقديرات غير رسمية إلى 1100 شخص، على الرغم من أن الأرقام الصادرة رسميًا تشير إلى أن عدد القتلى من 270 إلى 421 حالة وفاة.
كان هناك العديد من الطرق الموت على الحدود الألمانية الداخلية. أطلق حرس الحدود النار على عديد من الهاربين، بينما قُتل آخرون بسبب الألغام والشراك الخداعية. غرق عدد كبير أثناء محاولتهم عبور نهر البلطيق وإلبه. لم يكن جميع القتلى على الحدود يحاولون الفرار. في 13 في أكتوبر 1961، تم إطلاق النار على الصحفي كورت ليشتنشتاين من ويستفاليش روندشاو على الحدود بالقرب من قرية زيشيري بعد أن حاول التحدث مع عمال المزرعة في ألمانيا الشرقية. أثارت وفاته إدانة من الطيف السياسي في ألمانيا الغربية. دفع الحادث الطلاب من براونشفايغ إلى وضع علامة على الحدود للاحتجاج على القتل.
أطلق النار على سائق شاحنة إيطالي وعضو في الحزب الشيوعي الإيطالي، بينيتو كورغي، عند نقطة عبور في أغسطس 1976؛ كانت حكومة ألمانيا الديمقراطية محرجة للغاية، وعرضت اعتذارًا مريرا. في اطلاق النار واحد سيئة السمعة في 1 في مايو 1976، تعرض السجين السياسي السابق لدى ألمانيا الشرقية، مايكل غارتنشلر، الذي كان قد هرب إلى الغرب قبل عدة سنوات، لكمين وقتل على أيدي فرقة كوماندوز لأمن الدولة على الحدود بالقرب من بوش. وذكر امن الدولة أنه «تمت تصفيته من قبل قوات الأمن في جمهورية ألمانيا الديمقراطية».
توفي 25 من حرس الحدود من ألمانيا الشرقية بعد إطلاق النار عليهم من الجانب الغربي من الحدود أو قُتلوا على أيدي المقاومة من الهاربين أو (عن طريق الصدفة في كثير من الأحيان) على أيدي زملائهم. وصفتهم حكومة ألمانيا الشرقية بأنهم «ضحايا للهجمات المسلحة والاستفزازات الإمبريالية ضد حدود الدولة في جمهورية ألمانيا الديمقراطية»  وادعت أن «اللصوص» في الغرب أخذوا لقطات من الحراس أثناء قيامهم بواجبهم   - نسخة من الأحداث التي لم تدعمها الروايات الغربية للحوادث الحدودية.
احتفل الجانبان بأمواتهم بطرق مختلفة للغاية. أقيمت على الجانب الغربي العديد من النصب التذكارية غير الرسمية في الغالب من قبل أشخاص يسعون لإحياء ذكرى ضحايا الحدود. احتفل الألمان الغربيون مثل مايكل غارتنشلر وكورت ليشتنشتاين بالإشارات والنصب التذكارية، التي أيد بعضها الحكومة. تم الاحتفال سنوياً بمقتل هاينز جوزيف جروس في ألمانيا الشرقية عام 1982 من خلال مظاهرات على الجانب الغربي من الحدود. بعد أن بدأت سياسة الانفراج في السبعينيات، أصبح هذا غير مريح سياسياً وتوقف دعم الدولة للنصب التذكارية الحدودية إلى حد كبير.
كان من المحرمات في ألمانيا الشرقية المحيطة بالهاربين أن الغالبية العظمى من الوفيات لم تُنشر ولم تُذكر. ومع ذلك ، تم استخدام مقتل حرس الحدود للدعاية GDR ، التي صورتهم على أنهم «شهداء». أقيمت أربعة نصب تذكارية حجرية في برلين الشرقية للاحتفال بوفاتها. قام النظام بتسمية المدارس والثكنات والمرافق العامة الأخرى بعد حراس الموتى واستخدم نصبهم التذكاري كأماكن للحج للدلالة على أن «موتهم هو التزامنا» بالحفاظ على الحدود. بعد عام 1989 تم تخريب النصب التذكارية وإهمالها وإزالتها في النهاية.

## سقوط الحدود الألمانية الداخلية

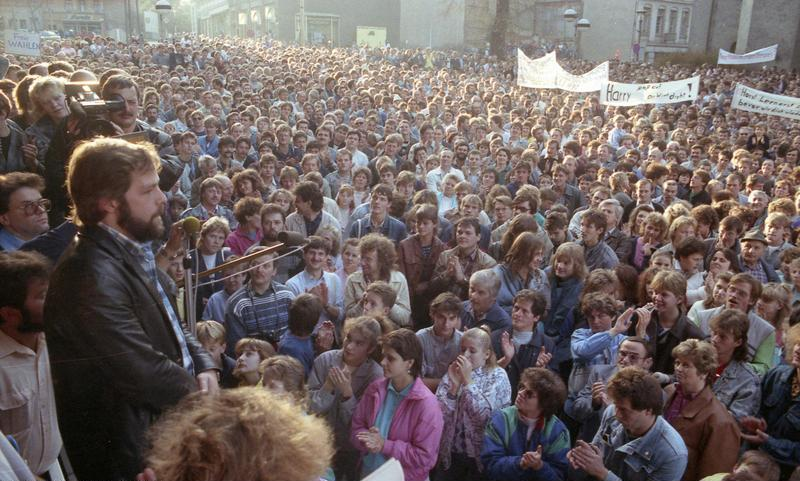
مظاهرة في بلاوين في 30 أكتوبر 1989 تدعو إلى الديمقراطية وحرية الصحافة وحرية السفر

جاء سقوط الحدود الألمانية الداخلية بسرعة وبشكل غير متوقع في نوفمبر 1989، إلى جانب سقوط جدار برلين. كانت سلامتها قد تعرضت لخطر قاتل في مايو 1989 عندما بدأت الحكومة الهنغارية تفكيك سياجها الحدودي مع النمسا. كانت الحكومة لا تزال شيوعية، لكنها خططت لإجراء انتخابات حرة وإصلاح اقتصادي كجزء من إستراتيجية «الانضمام إلى أوروبا» وإصلاح اقتصادها المتعثر.
كان فتح الحدود الهنغارية مع النمسا ضروريًا لتحقيق هذا الهدف. كانت المجر في ذلك الوقت وجهة سياحية مشهورة للألمان الشرقيين؛  عرضت ألمانيا الغربية سراً قرضًا بالعملات الصعبة التي تشتد الحاجة إليها بقيمة 500 مليون مارك ألماني (250 مليون دولار) مقابل السماح لمواطني جمهورية ألمانيا الديمقراطية بالهجرة بحرية. تم نقل صور الأسوار الشائكة التي يتم نقلها إلى ألمانيا الشرقية بواسطة محطات تلفزيون ألمانيا الغربية. وقد أدى ذلك إلى نزوح جماعي لمئات الآلاف من الألمان الشرقيين، والذي بدأ بجدية في سبتمبر 1989. بالإضافة إلى الذين يعبرون الحدود المجرية، قام عشرات الآلاف من الألمان الشرقيين بتسلق جدران سفارات ألمانيا الغربية في براغ ووارسو وبودابست، حيث اعتبرتهم الحكومة الفيدرالية «مواطنين ألمان»، مطالبين «باللجوء».
وافقت حكومة تشيكوسلوفاكيا الشيوعية المتشددة على إغلاق حدودها مع ألمانيا الشرقية لخنق الهجرة. أثار الإغلاق ضجة في جميع أنحاء ألمانيا الشرقية  ومحاولة حكومة ألمانيا الديمقراطية لإذلال اللاجئين بطردهم من البلاد في قطارات مختومة أدت إلى نتائج عكسية. تناثرت أوراق الهوية الممزقة وجوازات السفر الألمانية الشرقية على الطرقات عندما رماها اللاجئون من النوافذ. عندما مرت القطارات من خلال درسدن، اقتحم 1500 من الألمان الشرقيون محطة السكك الحديدية الرئيسية في محاولة للركوب. وأصيب العشرات بجروح وتم تدمير ممر المحطة تقريبًا.
سرعان ما انتشرت المظاهرات الصغيرة المؤيدة للديمقراطية في حشود من مئات الآلاف من الناس في مدن في جميع أنحاء ألمانيا الشرقية. نظرت قيادة ألمانيا الشرقية في استخدام القوة لكنها تراجعت في النهاية، وتفتقر إلى الدعم من الاتحاد السوفيتي لتدخل عسكري عنيف على غرار ميدان تيانانمن. سعى الأعضاء الإصلاحيون في Politbüro الألمانية الشرقية لإنقاذ الوضع من خلال إقالة رئيس الحزب المتشدد إريك هونيكر، واستبدله في أكتوبر 1989 بزعامة إيغون كرينز الأقل تشددا.
سعت الحكومة الجديدة لإرضاء المتظاهرين من خلال إعادة فتح الحدود مع تشيكوسلوفاكيا. ومع ذلك، فقد أسفر ذلك عن استئناف الهجرة الجماعية عبر المجر وتشيكوسلوفاكيا. في 8 في نوفمبر 1989، مع استمرار المظاهرات الضخمة في جميع أنحاء البلاد، استقال Politbüro بأكمله وعُين Politbüro جديدًا أكثر اعتدالًا تحت قيادة كرينز المستمرة.

### فتح الحدود وسقوط جمهورية ألمانيا الديمقراطية
سعت حكومة ألمانيا الشرقية إلى نزع فتيل الأزمة واحتواء الموقف من خلال تخفيف القيود على الحدود في البلاد اعتبارًا من 10   نوفمبر 1989؛  تم الإعلان في مساء يوم 9  نوفمبر 1989 من قبل عضو Politbüro غونتر شابوفسكي في مؤتمر صحافي إلى الحد من الفوضى في برلين الشرقية، الذي أعلن نظام التحكم الجديد وتحرير الناس من حالة من الضغط النفسي عن طريق تقنين وتبسيط الهجرة. سوء فهم المذكرة التي نقلت إليه بشأن قرار فتح الحدود، أعلن أنه سيتم فتح الحدود «على الفور، دون تأخير»، بدلاً من اليوم التالي كما خططت الحكومة. والأهم من ذلك، أنه لم يكن المقصود منه أن يكون فتحًا غير خاضع للرقابة ولا ينطبق على الألمان الشرقيين الذين يرغبون في زيارة الغرب كسائحين. في مقابلة باللغة الإنجليزية بعد المؤتمر الصحفي، أخبر غونتر شابوفسكي مراسل هيئة الإذاعة الوطنية توم بروكاو أن «الأمر لا يتعلق بالسياحة. إنه تصريح بترك ألمانيا الشرقية [بشكل دائم].» 
عندما تم بث المؤتمر الصحفي على الهواء مباشرة، تجمّع آلاف الأشخاص عند جدار برلين مطالبين بأن يفتح الحراس البوابات. لم يتمكن حرس الحدود من الاتصال برؤسائهم للحصول على التعليمات، وخوفًا من التدافع، فتحوا البوابات. المشاهد الأيقونية التي تلت ذلك   - مشهد الناس يتدفقون على برلين الغربية، ويقفون على الجدار ويهاجمونه بمجموعات - تم بثها في جميع أنحاء العالم.

بينما كانت عيون العالم تقع على Mauerfall (سقوط الجدار) في برلين، كانت هناك عملية متزامنة لـ Grenzöffnung (فتح الحدود) تجري على طول الحدود الألمانية الداخلية بالكامل. تم فتح المعابر الحالية على الفور. في غضون الأيام الأربعة الأولى، عبر الحدود 4.3   مليون ألماني شرقي - ربع سكان البلاد بالكامل - إلى ألمانيا الغربية. عند نقطة عبور Helmstedt على الطريق السريع (أوتوبان) برلين-هانوفر، أحتشدت السيارات بطول 65 كيلومتر (40 ميل)؛ انتظر بعض السائقين 11 ساعة للعبور إلى الغرب. تم فتح الحدود على مراحل خلال الأشهر القليلة المقبلة. تم إنشاء العديد من نقاط العبور الجديدة، والتي أعادت توصيل المجتمعات التي كانت منفصلة منذ ما يقرب من 40 عامًا. وصف مراسل بي بي سي بن برادشو المشاهد المبتهجة في محطة سكة حديد هوف في بافاريا في الساعات الأولى من 12 شهر نوفمبر: 
 حتى حرس الحدود الألمان الشرقية لم يكونوا محصنين من النشوة. أحدهم، بيتر زان، وصف كيف كان رد فعل هو وزملاؤه على فتح الحدود: 
مما أثار دهشة العديد من الألمان الغربيين، أنفق العديد من زوار ألمانيا الشرقية «100 مليون» «أموال ترحيبية» على شراء كميات كبيرة من الموز، وهو مبلغ كبير في الشرق. لعدة أشهر بعد فتح الحدود، تم بيع الموز في محلات السوبر ماركت على طول الجانب الغربي من الحدود حيث اشترى الألمان الشرقيون صناديق كاملة، معتقدين أن الإمدادات ستستنفد قريبًا. جعل الاندفاع نحو فاكهة الموز رمزًا غير رسمي للتغيرات في ألمانيا الشرقية، والتي أطلق عليها البعض «ثورة الموز».
احتج بعض اليساريين الألمان الغربيين على ما اعتبروه نزعة استهلاكية متفشية بإلقاء الموز على الألمان الشرقيين القادمين لزيارة الغرب. اشتهر هاجس الشرقيين بالموز من قبل مجلة تايتانيك الساخرة في ألمانيا الغربية على الغلاف الأمامي من عددها الصادر في نوفمبر 1989، والذي صور «إيسترنر غابي (17)، سعيد لوجودي في ألمانيا الغربية: أول موزة». تم عرض جابي وهي تحمل خيارًا مقشرًا كبيرًا على طريقة تقشير الموزة.
كان لفتح الحدود تأثير سياسي ونفسي عميق على الجمهور الألماني الشرقي. بالنسبة لكثير من الناس، أصبح وجود جمهورية ألمانيا الديمقراطية، الذي برره حزب الوحدة الاشتراكية الألماني كأول «دولة اشتراكية على الأرض الألمانية»، بلا معنى. كانت الدولة مفلسة، والاقتصاد ينهار وأصيبت الطبقة السياسية بالصدمة، وكانت المؤسسات الحاكمة في حالة من الفوضى، وأصيب الناس بالإحباط بسبب تبخر الافتراضات الجماعية التي كانت أساس مجتمعهم لمدة 40 عامًا. انهارت عضوية الحزب واستقال كرينز نفسه في 6 ديسمبر 1989 بعد 50 يومًا فقط في منصبه، وسلمه إلى هانز مودرو المعتدل. دفعت إزالة القيود المفروضة على السفر مئات الآلاف من الألمان الشرقيين إلى الهجرة إلى الغرب   - أكثر من 116,000 قاموا بذلك بين 9 نوفمبر و 31  كانون الأول (ديسمبر) 1989، مقارنة بـ 40.000 لكامل العام الماضي.
بدأت القيادة الألمانية الشرقية الجديدة محادثات «المائدة المستديرة» مع جماعات المعارضة، على غرار العمليات التي أدت إلى انتخابات متعددة الأحزاب في المجر وبولندا. عندما أجريت أول انتخابات حرة في ألمانيا الشرقية في مارس 1990، تم إسقاط الحزب الاشتراكي الديمقراطي السابق، الذي أعاد تسمية نفسه باسم حزب الاشتراكية الديمقراطية، من السلطة واستعيض عنه بتحالف مؤيد لإعادة التوحيد من أجل ألمانيا يقوده الاتحاد الديمقراطي المسيحي. (CDU)، حزب المستشار كول. تقدم كلا البلدين بسرعة نحو إعادة التوحيد، في حين مهدت الدبلوماسية الدولية الطريق إلى الخارج. في يوليو 1990، تم تحقيق الوحدة النقدية. تم الاتفاق على معاهدة بشأن إنشاء ألمانيا الموحدة في أغسطس 1990 وتمت إعادة التوحيد السياسي في 3 أكتوبر 1990.

### التخلي عن الحدود

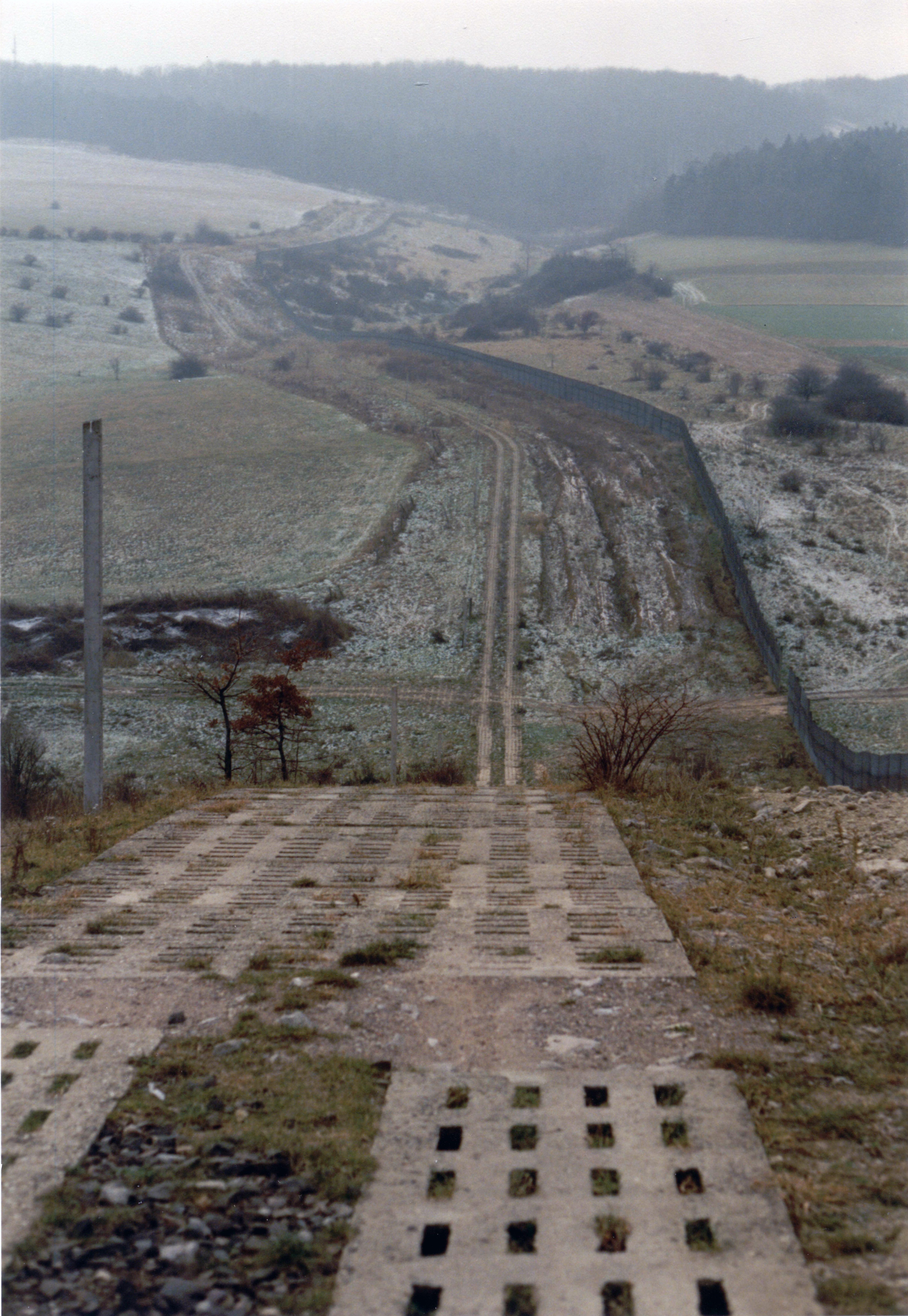
الحدود المهجورة في تورينجيا، ديسمبر 1990

تم تدمير التحصينات الحدودية تدريجياً وتم التخلي عنها في نهاية المطاف في الأشهر التالية لافتتاحها. تم فتح العشرات من المعابر الجديدة بحلول فبراير 1990، ولم يعد الحراس يحملون أسلحة ولم يبذلوا الكثير من الجهد لفحص جوازات سفر المسافرين. تم تخفيض أعداد الحراس بسرعة؛ تم طرد نصفهم في غضون خمسة أشهر من الافتتاح. في 1 يوليو 1990 تم التخلي عن الحدود وتم إلغاء غرينزتروبن رسميًا؛  جميعهم باستثناء 2000 منهم تم فصلهم أو نقلهم إلى وظائف أخرى.
أعطى البوندزوير بقية حرس الحدود وغيرهم من جنود جيش التحرير الوطني السابقين مهمة تطهير التحصينات، التي لم تكن لكتمل إلا في عام 1994. كان حجم المهمة ضخمًا، حيث شمل تطهير التحصينات وإعادة بناء مئات الطرق وخطوط السكك الحديدية. وكان من المضاعفات الخطيرة وجود الألغام على طول الحدود. على الرغم من أن 1.4 كان من المفترض أن تتم إزالة مليون لغم زرعتها ألمانيا الشرقية خلال الثمانينات، فقد تبين أن 34000 لغم لم يتم تحديد مصيرها. وتم العثور على 1100 من الألغام الأخرى وإزالتها بعد إعادة التوحيد بتكلفة أكثر من 250 مليون مارك ألماني،  في برنامج لم ينته حتى نهاية عام 1995.
وقد ساعدت مهمة إزالة الألغام الحدودية بشكل غير رسمي من قبل المدنيين الألمان من كلا جانبي الحدود السابقة، الذين قاموا بتفكيك المنشآت من أجل الخردة والأسلاك وكتل الخرسانة لاستخدامها في تحسينات المنازل. تم بيع جزء كبير من السياج لشركة خردة ألمانية غربية. نفذت مجموعات حماية البيئة برنامجًا لإعادة تخضير الحدود، وزراعة أشجار جديدة وبذر بذور العشب لملء المنطقة الواضحة على طول الخط.

## منطقة الحدود اليوم
بقي القليل جدا من بقايا المنشآت على طول الحدود الألمانية الداخلية السابقة. على الأقل 30  من المتاحف العامة والخاصة والبلدية على طول الخط القديم تعرض المعدات والتحف الأخرى المتعلقة بالحدود. من بين المواقع التي تم الحفاظ عليها عدة عشرات من أبراج المراقبة والمساحات القصيرة من السياج والمنشآت المرتبطة بها (التي أعيد بناؤها)، ولا تزال أجزاء من الجدار في الموقع في Hötensleben وMödlareuth، وعدد من المباني ذات الصلة بالحدود، مثل نقطة عبور ألمانيا الشرقية في مارينبورن.
تبقى أقسام كبيرة من Kolonnenweg في مكانها لتكون بمثابة طرق للوصول إلى المزارع والغابات ، على الرغم من أن الخنادق والأسوار وغيرها من العوائق قد أزيلت بالكامل تقريبًا. أقيمت أعمال فنية وأحجار تذكارية ونصب تذكارية وعلامات في العديد من النقاط على طول الحدود السابقة للاحتفال بافتتاحها وتذكر ضحاياها وتسجيل فترة تقسيم ألمانيا وإعادة توحيدها.
في ديسمبر 1989، بعد شهر واحد فقط من فتح الحدود، التقى دعاة الحفاظ على البيئة من ألمانيا الشرقية والغربية لوضع خطة لإنشاء «الحزام الأخضر الألماني» (Grünes Band Deutschland) الممتد من بحر البلطيق إلى الحدود التشيكية. صوت البوندستاغ بالإجماع في ديسمبر 2004 على تمديد الحماية الفيدرالية لتشمل الحزام الأخضر وإدراجه في «الحزام الأخضر الأوروبي» الذي تم تطويره على طول 6,800 كيلومتر (4,200 ميل) بطول الستار الحديدي السابق. تقوم Bund Naturschutz ‏، إحدى أكبر مجموعات الحفاظ على البيئة في ألمانيا ، بحملة لتوسيع المنطقة داخل الحزام الأخضر المعين كمناطق للحفاظ على الطبيعة.